# Makamba (commune)
Makamba is een gemeente (commune) in de provincie  Makamba in Burundi.  De hoofdplaats van de gemeente draagt dezelfde naam.